# Gare de Viry-Châtillon
Pour les articles homonymes, voir Gare de Châtillon.
Ne doit pas être confondu avec Gare de Viry-Noureuil.
La gare de Viry-Châtillon est une gare ferroviaire française de la ligne de Villeneuve-Saint-Georges à Montargis, située sur le territoire de la commune de Viry-Châtillon, dans le département de l'Essonne en région Île-de-France.
C'est une gare de la Société nationale des chemins de fer français (SNCF), desservie par les trains de la ligne D du RER.

## Situation ferroviaire
Établie à 35 mètres d'altitude, la gare de Viry-Châtillon est située au point kilométrique (PK) 22,730 de la ligne de Villeneuve-Saint-Georges à Montargis, entre les gares ouvertes de Juvisy et Ris-Orangis.

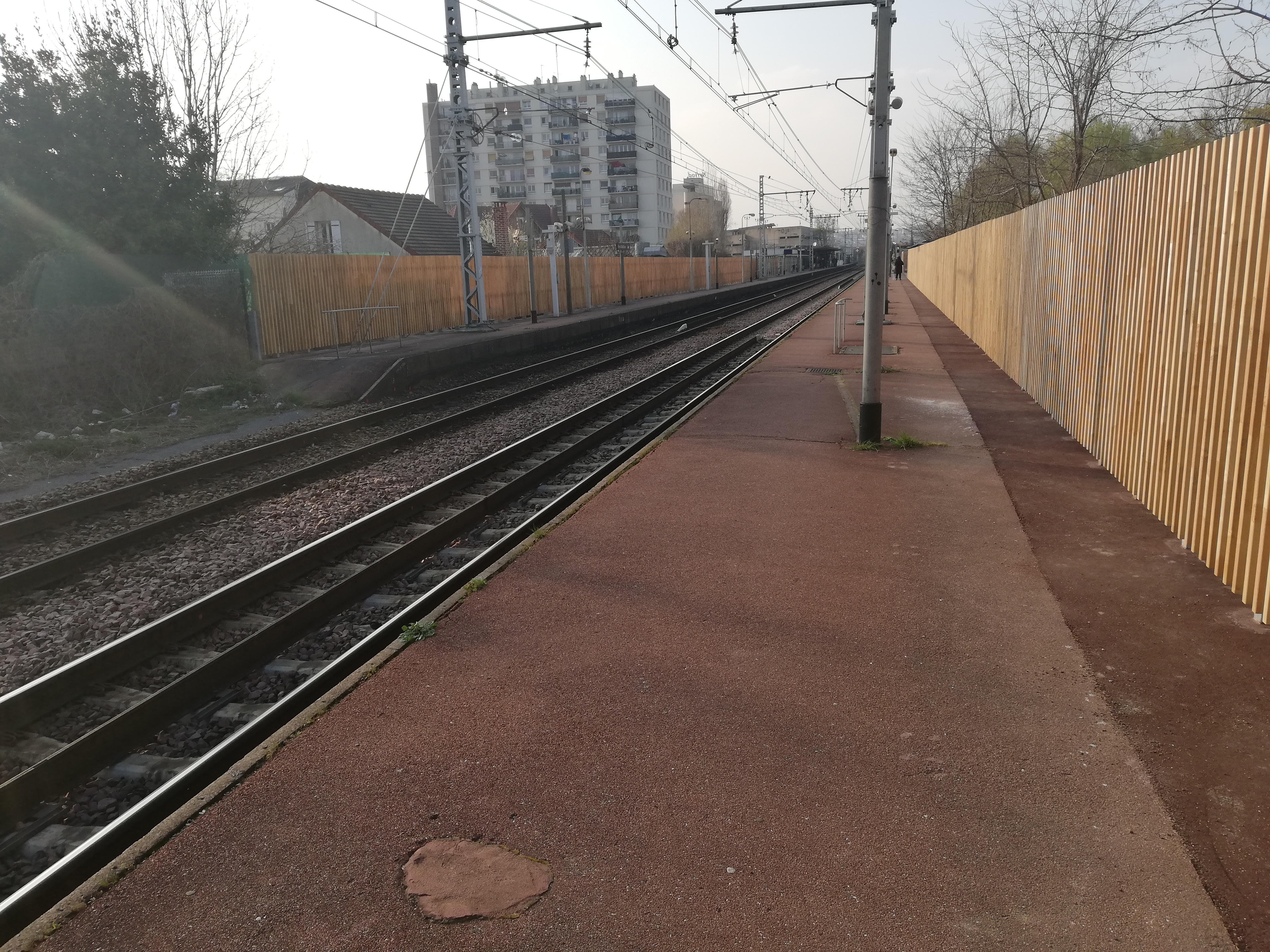
À gauche : la voie 2 vers Paris ; à droite : la voie 1 vers Corbeil-Essonnes.

## Histoire

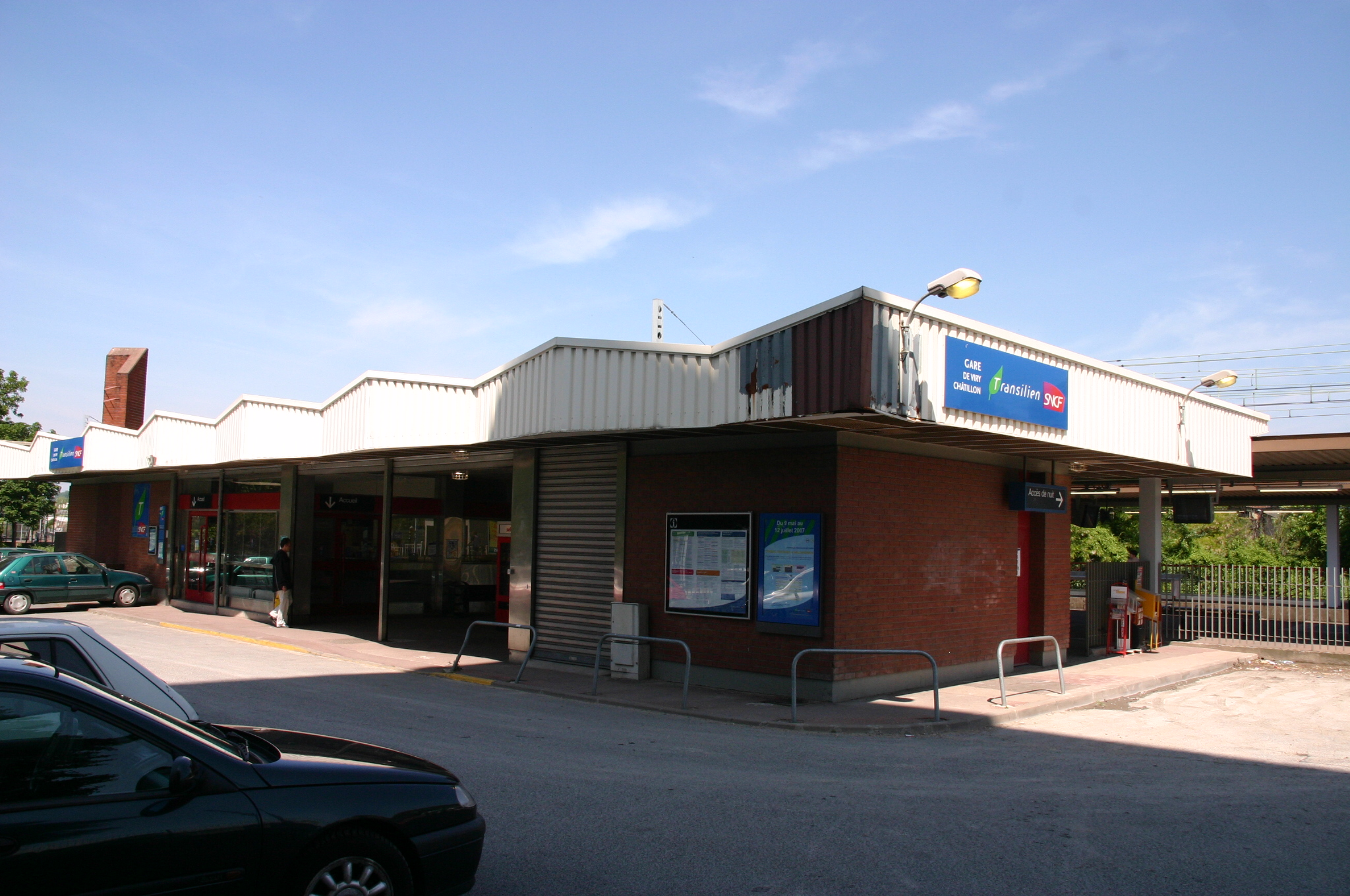
Le bâtiment des voyageurs en 2007, avant sa rénovation.

Jusqu'en 2007, la gare était dans la zone 5 de tarification, avant d'être classée dans la zone 4. En effet, Viry-Chatillon, sur la ligne D du RER, est à une plus grande distance de Paris par le rail que Savigny-sur-Orge (située en zone 4, sur la ligne C), mais à la même distance à vol d'oiseau, incitant à l'époque des Castelvirois à se rendre en voiture à Savigny. Cette anomalie a été corrigée.
De l'été 2010 à mai 2011, le bâtiment voyageurs est reconstruit pour un coût de 1,43 million d'euros, financés par la région et le Syndicat des transports d'Île-de-France (STIF). La gare accueille chaque jour 2 500 voyageurs.
En 2017, la SNCF estime la fréquentation annuelle de cette gare à 1 571 529 voyageurs, contre 1 571 535 en 2016.

## Fréquentation
De 2016 à 2022, selon les estimations de la SNCF, la fréquentation annuelle de la gare s'élève aux nombres indiqués dans le tableau ci-dessous.
| Année     | 2016      | 2017      | 2018      | 2019      | 2020      | 2021      | 2022      | 2023      |
| --------- | --------- | --------- | --------- | --------- | --------- | --------- | --------- | --------- |
| Voyageurs | 1 981 085 | 2 167 934 | 2 332 852 | 2 495 409 | 1 062 829 | 2 751 358 | 2 061 155 | 2 193 405 |

## Service des voyageurs

### Accueil
La gare dispose d'un guichet et d'un automate pour la vente de titres de transport Ile-de-France, d'un automate pour la vente de billets grandes lignes et d'une salle d'attente.

### Desserte
La gare est desservie par les trains de la ligne D du RER.

### Intermodalité
La gare est desservie par la ligne 4505 du réseau de bus Cœur d'Essonne, par la ligne 9112 du réseau de bus Évry Centre Essonne et, la nuit, par les lignes N135 et N139 du réseau Noctilien.